# Walter Friedrich
Walter Friedrich (n. 13 iulie 1931, Luduș – d. 1996, Baia Mare) a fost un artist expresionist format și desăvârșit la Școala Băimăreană de Artă, membru al Uniunii Artiștilor Plastici din România.

## Biografie
Artistul s-a născut la 13 iulie 1931 în orașul Luduș din județul Mureș (Transilvania), România.
A urmat studii: 
- Liceul de cultură generală (Reformat) Târgu Mureș

- Institutul de Artă Plastică “Nicolae Grigorescu”, București (1952-1953)

- Institutul de Artă Plastică “Ion Andreescu”, Cluj Napoca (1953-1957)

- Format sub îndrumarea  pictorului Gábor Miklóssy

A fost membru  al U.A.P. (Uniunea Artiștilor Plastici) din România din anul 1962
S-a format și desăvârșit ca artist în Baia Mare, unde în 1899 s-a fondat a treia școală de pictură liberă din Europa sub îndrumarea  pictorilor Simon Hollósy, István Réti, Károly Ferenczy, János Thorma, Béla Iványi-Grünwald. Această școală a jucat un rol important pentru pictura europeană a începutului de secol prin stilul "plein air".
Cu timpul, această scoală de pictură liberă s-a transformat, într-o colonie de pictură care există și astăzi, și unde se simte puternica tradiție a înaintașilor și a stilului tradițional de la începutul secolului al XX-lea.
Grafica artistului se înscrie în stilul expresionist, sau mai degrabă un expresionism dramatic. Pictura artistului se înscrie în stilul expresionist, post impresionism.

## Consemnări și lucrări apărute în cărți sau publicații
Albumul Grafica Militantă Românească
Albumul Lupeni 1929-1959
Antologia Poeziei Românești (Ed. Didactica)
Dicționarul Artiștilor Plastici Români Contemporani (Ed. Meridiane 1976)
Șase decenii de plastică românească militantă (Ed. Dacia)
Însemnări din Maramureș și Satu Mare - Beke Gyorgy (Ed. Kriterion, 1983)
Erdely Magyar Muveszet a XX Szazadban – Banner Zoltan (Kepzomuveszeti Kiado – Budapest 1990)
Monografia județului Maramureș (1970)
Revista “Arta Plastică” România
Ziarele “Het”, “Utunk”, “România Liberă”, “Uj Magyarorszag”

## Distincții
Premiu la Expoziția organizată cu ocazia Festivalului Internațional al Tineretului – Viena, Austria (1961)
Medalia Meritul Cultural cl. I
Ordinul Meritul Cultural cl. III